# Aeromys
Aeromys é um gênero de roedores da família Sciuridae.

## Espécies
- Aeromys tephromelas (Günther, 1873)
- Aeromys thomasi (Hose, 1900)